# ديفيد هيوز (لاعب كرة قدم أمريكية)
ديفيد هيوز (بالإنجليزية: David Hughes)‏ هو لاعب كرة قدم أمريكية أمريكي، ولد في 1 يونيو 1959 في هونولولو في الولايات المتحدة.

## وصلات خارجية
- ديفيد هيوز على موقع مرجع كرة القدم المحترفة.كوم (الإنجليزية)